# Ranč slobode
Ranč slobode je epizoda Teksa Vilera objavljenja u br. 1 obnovljene edicije Zlatne serije, koju je pokrenuo Veseli četvrtak. Epizoda je objavljena u 08.02.2018. godine. Koštala je 350 dinara (3,64 $). Epizoda je imala 77 strana. Nakon nje objavljena je kraća epizoda pod nazivom “Teror u šumi”. Na početku epizode nalazi se tekst Dušana Mladenovića o istoriji Zlatne serije.

## Originalna epizoda
Originalna epizoda pod nazivom Freedom Ranch objavljena je u Tex Magazinu br. 2, koji je izašao 25.01.2017. Tex magazin predstavlja godišnju publikaciju Sergio Bonelli Editore. Scenario za ovu epziodu napisao je Antonio Zamberletti, a nacrtao je Walter Venturi.

## Kratak sadržaj
Nakon građanskog rata u Americi, redov Abraham Lorens (buffalo soldier) spašava pukovnika Nolana od napada indijanaca. Pukovnik mu ovo ne zaboravlja i nagrađuje ga rančem u blizini gradića Densona (Arizona). Lorens ranču daje ime “Ranč slobode” i na njemu zapošljava Afro-amerikance, Meksikance i Indijance.
Nekoliko godina kasnije u Denson dolaze Teks i Kit Karson. Nailaze nasukob šerifa i lokalnog tajkuna sa kaubojima koji rade na "Ranču slobode". Tajkun želi da iz grada istera Abrahama i uzme zemlju na kojoj se ranč nalazi. Teks i Karson staju u zaštitu Abrahama i njegovih kauboja. Za to vreme, šerif i tajkun angažuju lokalnu Tanerovu bandu da se obračuna sa Teksom i Lorensom.

## Dve naslovne strane
Redakcija je odlučila je da svaka epizoda bude štampana sa dve različite naslovne strane: jednom originalnom (u većem tiražu) i drugom alterantivnom, koju je uradio neki domaći crtač (manji tiraž). Alternativna naslovnica (korice A) izgleda kao originalna Zlatne srije iz perioda 1968-1992. sa žutom trakom na levoj strani i dominantnim naslovom epizode. Za razliku od nje, nova naslovnica (korice B)kao dominantan natpis ističe ime junaka, dok je naslov epizode manje primetan. (Neke epizode su kasnije imale i korice C (recimo, ZS12 i ZS18), ali je njih bilo teško naći u slobodnoj prodaji. Korice B za ovu epizodu uradio je Bane Kerac.

## Naredna epizoda
Nakon ove sveske Zlatne serije, usledila je epizoda Dilan Doga pod nazivom Ponovo radi bioskop, koja je izašla u martu 2018. godine.